# مجستیک (فیلم)
مجستیک (به انگلیسی: The Majestic) یک فیلم کمدی-درام رمانتیک آمریکایی به کارگردانی فرانک دارابونت همراه با بازی جیم کری و لوری هولدن است. این فیلم نوشته مایکل اسلون است و با حمایت بازیگرانی چون مارتین لاندو، جیمز ویتمور، باب بالابان، جفری دی‌مان، هال هالبروک و بروس کمبل در کانادا ساخته شده است. این فیلم توسط برادران وارنر در ۲۱ دسامبر ۲۰۰۱ انتشار یافت. عملکرد جیم کری در فیلم مجستیک با کارهای قبلی او متفاوت بود، اغلب کارهای قبلی او کمدی بودند.

## بازیگران
- جیم کری - پیتر اپلتون
- لوری هولدن - آدل استنتون
- مارتین لاندو - هری تریمبل
- دیوید اوگدن استایرس - داک استنتون
- جیمز ویتمور - استن کلر
- جری بلک - امت اسمیت
- جفری دی‌مان - شهردار ارنی کول
- برنت بریسکو - کلانتر سیسیل کلمن
- کاترین دنت - میبل
- ران ریفکین - کوین بنرمن
- آلن گارفیلد - لئو کبلاسکی
- آماندا دتمر - ساندرا سینکلر
- هال هالبروک - نماینده کنگره دویل
- باب بالابان - الوین کلاید
- دنیل وان بارگن - مامور فدرال الربی
- شاون دویل - نماینده فدرال ساندرز
- اکسلیا هوروث - پرستار موریل
- مت دیمون - صدای لوک تریمبل